# Meeraale
Die Meeraale (Congridae) sind eine Familie aus der Ordnung der Aalartigen (Anguilliformes). Sie besteht aus den recht unterschiedlichen Unterfamilien Congeraale (Congrinae), Bathymyrinae und den fast sessil lebenden Röhrenaalen (Heterocongrinae). Meeraale leben vom Flachwasser bis in die Tiefsee.

## Merkmale
Alle Meeraale sind schuppenlos und haben eine weit hinter das Auge reichende Maulspalte. Bei den meisten Arten sind Bauchflossen vorhanden. 

## Fossilbefund
Die ersten Meeraale sind fossil in Schichten der oberen Kreide des Libanon mit der Gattung Enchelion bekannt. Aus dem unteren Oligozän des nördlichen Kaukasus stammt Pavelichthys. Eine wichtige Fundstätte ist die norditalienische Monte-Bolca-Formation, die aus Ablagerungen der Tethys im Eozän entstand. Aus ihr wurden die Meeraale Bolycus und Voltaconger beschrieben. Von den rezenten Meeraalen der Gattung Conger gibt es Fossilien seit dem Eozän aus Europa, Nordamerika und Neuseeland.

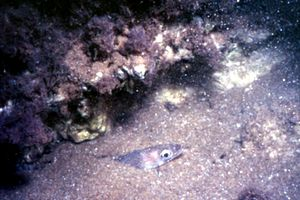
Ariosoma balearicum

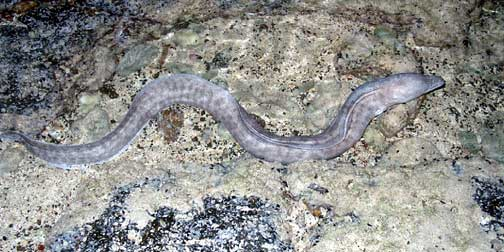
Conger cinereus

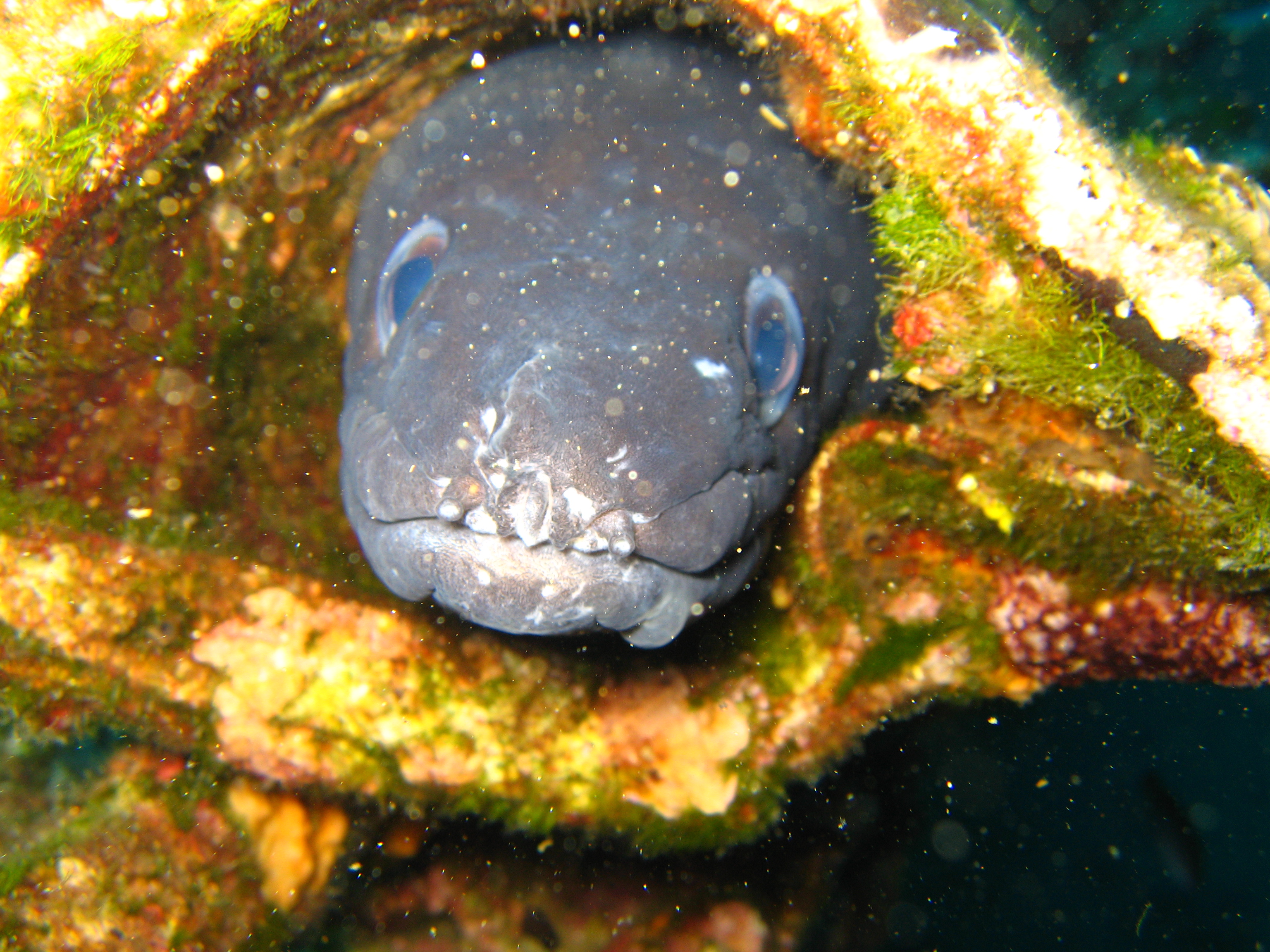
Conger conger

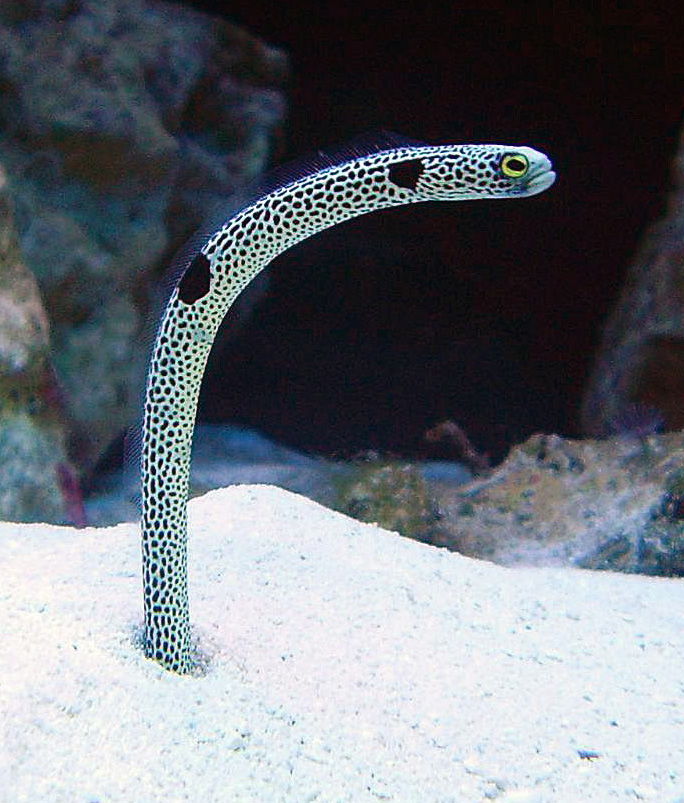
Heteroconger hassi

## Systematik
Es gibt drei Unterfamilien, 32 Gattungen und ca. 160 Arten.
- Bathymyrinae: Flossenstrahlen der Rücken- und Afterflosse nicht segmentiert, Brustflossen gut entwickelt, hintere Nasenöffnungen auf mittlerer Augenhöhe.
  - Ariosoma Swainson, 1838
  - Bathymyrus Alcock, 1889
  - Chiloconger Myers & Wade, 1941
  - Kenyaconger Smith & Karmovskaya, 2003
  - Parabathymyrus Kamohara, 1938
  - Paraconger Kanazawa, 1961
  - Poeciloconger Günther, 1872
  - Rostroconger Smith, 2018[2]
- Congrinae: Flossenstrahlen der Rücken- und Afterflosse segmentiert, Brustflossen gut entwickelt, hintere Nasenöffnungen auf oder über mittlerer Augenhöhe.
  - Acromycter Smith & Kanazawa, 1977
  - Bassanago Whitley, 1948
  - Bathycongrus Ogilby, 1898
  - Bathyuroconger Fowler, 1934
  - Blachea Karrer & Smith, 1980
  - Conger Bosc, 1817
  - Congrhynchus Fowler, 1934
  - Congriscus Jordan & Hubbs, 1925
  - Congrosoma Garman, 1899
  - Diploconger Kotthaus, 1968
  - Gavialiceps Alcock, 1889
  - Gnathophis Kaup, 1860
  - Japonoconger Asano, 1958
  - Lumiconger Castle & Paxton, 1984
  - Macrocephenchelys Fowler, 1934
  - Paruroconger Blache & Bauchot, 1976
  - Promyllantor Alcock, 1890
  - Pseudophichthys Roule, 1915
  - Rhynchoconger Jordan & Hubbs, 1925
  - Scalanago Whitley, 1935
  - Uroconger Kaup, 1856
  - Xenomystax Gilbert, 1891
- Röhrenaale (Heterocongrinae): Flossenstrahlen der Rücken- und Afterflosse nicht segmentiert, Brustflossen winzig oder fehlend.
  - Gorgasia Meek & Hildebrand, 1923
  - Heteroconger Bleeker, 1868